# Bombardeo de Albacete
El bombardeo de Albacete fue un ataque aéreo realizado sobre la ciudad española de Albacete el 19 de febrero de 1937, en el transcurso de la guerra civil española, por parte de la Legión Cóndor alemana, que combatía en favor del bando sublevado contra el gobierno de la Segunda República. Fue el octavo y más grave de los diez bombardeos que sufrió la capital. Se cifraron 150 víctimas mortales.

## Historia
En pleno avance de la guerra civil española, Albacete era la base de las Brigadas Internacionales, las fuerzas extranjeras que combatían defendiendo la Segunda República contra el bando sublevado, ubicada en un importante nudo de comunicaciones. La Legión Condor alemana del III Reich de Adolf Hitler, que combatía con el bando sublevado, perpetró un ataque aéreo contra la ciudad la noche del 19 de febrero de 1937, que se prolongó durante seis horas y media de bombardeos, entre las ocho y media de la tarde y la una y veinte de la madrugada.
La aviación de la Legión Condor realizó más de 20 pasadas a intervalos de 10 a 20 minutos. La mayoría de aviones empleados fueron Junkers 52 procedentes de la base aérea de Tablada (Sevilla). Las bombas afectaron especialmente a zonas como Feria, Tinte, Altozano o Diputación, además de calles como Ancha, Paseo de la Libertad, Félix Arias, Hurtado Matamoros, Marzo o Sol, entre otras, así como al aeródromo de Los Llanos, asesinando a unas 150 personas.

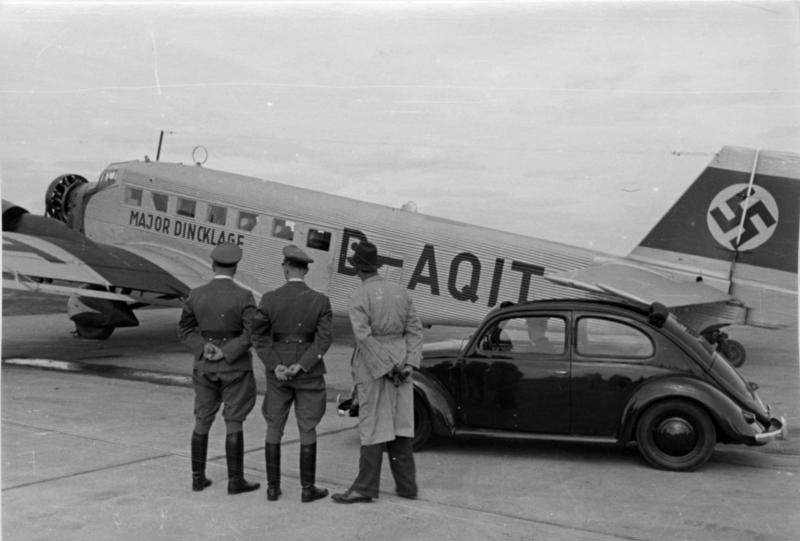
Junkers 52 como los empleados por la Legión Condor la noche del 19 de febrero de 1937 en Albacete

La Legión Condor utilizó tres clases de artefactos: bombas de racimo y proyectiles de 50 kg y 250 kg. Albacete contaba con dos baterías antiaéreas frente a los bombardeos: una en el lugar que hoy ocupa el estadio Carlos Belmonte y otra en el aeródromo de Los Llanos, que sin embargo durante este ataque no lograron derribar ningún avión enemigo. Además, al general Douglas, aviador soviético al frente del aeródromo de Los Llanos, no se le permitió la salida de los cazas disponibles en la base para defender la ciudad, lo que hubiera supuesto el primer combate aéreo nocturno de la guerra.
El ataque se enmarcó en el contexto de la batalla del Jarama, uno de los episodios más sangrientos y decisivos de la guerra civil española.
Entre los objetivos del ataque estaban la estación ferroviaria, donde se encontraban almacenados cerca de 300 vagones con material de guerra, y las Brigadas Internacionales, que tenían su sede en Albacete, a las que pretendía cortar el suministro, que en el momento combatían cruentamente protegiendo la capital del país.

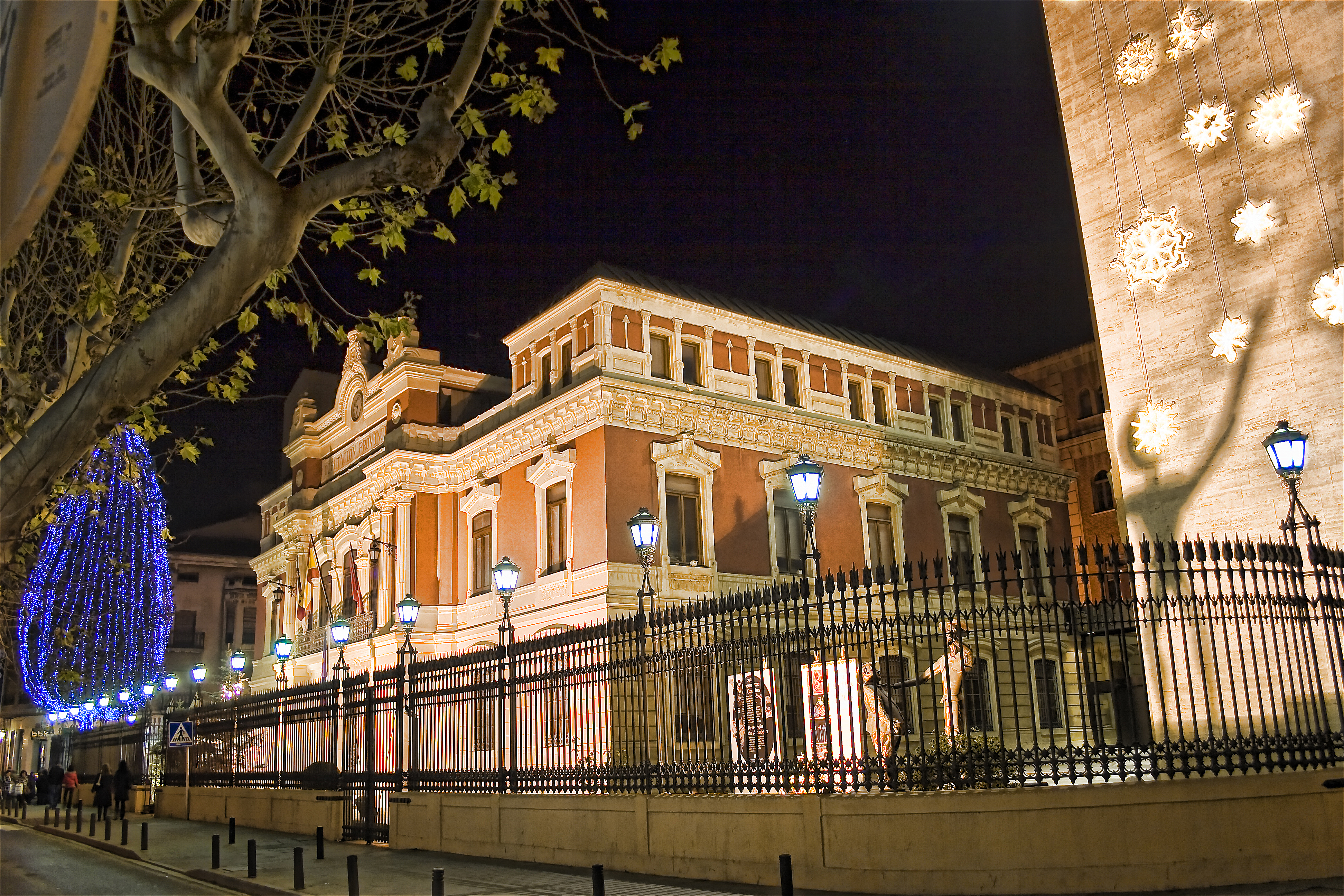
La verja del Palacio Provincial de Albacete todavía conserva los restos de metralla que afectaron a este histórico edificio durante el bombardeo de la Legión Condor de la guerra civil española.

En represalia por los daños que sufrió la capital en el intenso ataque, el general Douglas ordenó el bombardeo de tres ciudades del bando nacional, lo cual provocó desavenencias entre este y el ministro Indalecio Prieto.
Tras el bombardeo, el Ayuntamiento de Albacete intensificó los trabajos para la construcción de refugios antiaéreos y tomó importantes medidas de ayuda a las víctimas. Además, el gobernador civil Justo Martínez Amutio ordenó la instalación de ametralladoras en los alrededores de la prisión provincial con el fin de prevenir las represalias que se produjeron entre los dos bandos contra prisioneros como venganza tras el bombardeo y que costó otro importante número de víctimas mortales.